# Demet Özdemir
Demet Özdemir (ur. 26 lutego 1992 w İzmicie) – turecka aktorka filmowa i telewizyjna, modelka i tancerka.

## Życiorys

### Wczesne lata
Demet Özdemir urodziła się 26 lutego 1992 w
İzmicie jako najmłodsza z trojga rodzeństwa. W wieku ośmiu lat, po rozwodzie rodziców, wraz z matką i rodzeństwem przeprowadziła się do Stambułu. Jej babka należała do tureckiej mniejszości narodowej w Bułgarii, po czym wyemigrowała z tego kraju do Turcji, a następnie, razem z bratem aktorki, do Niemiec.

### Kariera
Początkowo była tancerką wspierającą dla piosenkarki Bengü, po czym dołączyła do zespołu tanecznego Efes Kızları. W 2009 wystąpiła w teledysku do utworu „Ateş Et ve Unut” Mustafy Sandala. W 2013 została obsadzona w roli Aylin w serialu telewizyjnym Sana Bir Sır Vereceğim, w którym zagrała u boku Esry Ronabar, Murata Hana i Ekina Koça.
W 2014 wystąpiła w roli Alyi Baronez w serialu Imperium miłości. W 2015 zagrała w filmie pt. Tut Sözünü oraz wcieliła się w postać Aslı w serialu Çilek Kokusu. W następnym roku wystąpiła w wideoklipie do utworu Bengü zatytułowanego „Hodri Meydan”.
W latach 2016–2017 wcielała się w postać Lale Yenilmez Sarıhan w serialu z gatunku komedii romantycznej No: 309.
W 2018 otrzymała nagrodę Pantene Golden Butterfly Awards dla najlepszej aktorki w komedii romantycznej.
W latach 2018–2019 występowała w roli Sanem Aydın w komedii romantycznej pt. Wymarzona miłość.
W listopadzie 2019 została ambasadorką marki Pantene w Turcji. W tym samym roku wcieliła się w postać Zeynep w serialu telewizyjnym Miłość i przeznaczenie, w którym występowała do 2021.

### Życie prywatne
28 sierpnia 2022 jej mężem został aktor i piosenkarz Oğuzhan Koç. Małżeństwo jednak nie przetrwało i 8 maja 2023 roku para rozwiodła się.

## Filmografia
| Filmy fabularne     |                            |                                                      |                       |
| Rok                 | Tytuł                      | Reżyseria                                            | Rola                  |
| 2015                | Tut Sözünü                 | Oğuz Çelik                                           |                       |
| 2017                | Sen Kiminle Dans Ediyorsun | Burak Aksak                                          | Aysel                 |
| 2022                | Miłosne taktyki            | Emre Kabakuşak                                       | Aslı                  |
| Seriale telewizyjne |                            |                                                      |                       |
| Rok                 | Tytuł                      | Reżyseria                                            | Rola                  |
| 2013                | Sana Bir Sır Vereceğim     | Halenur Uzunoğlu, Cevriye Demir, Filiz Gülmez Pakman | Aylin                 |
| 2014                | Imperium miłości           | Hakan Inan, Hilal Saral                              | Alya Baronez          |
| 2015                | Çilek Kokusu               | Adnan Güler, Filiz Gülmez Pakman                     | Aslı                  |
| 2016–2017           | No: 309                    | Hasan Tolga Pulat, Emre Kavuk                        | Lale Sarihan/Yenilmez |
| 2018–2019           | Wymarzona miłość           | Çağrı Bayrak, Aytaç Çiçek                            | Sanem Aydin           |
| 2019–2021           | Miłość i przeznaczenie     | Çağrı Bayrak, Murat Öztürk                           | Zeynep                |
| 2020                | Kırmızı Oda                | Cem Karcı                                            | Zeynep Göksu          |
| 2022                | Dünyayla Benim Aramda      | Hülya Gezer                                          | İlkin                 |
| 2023                | Adım Farah                 | Recai Karagözr                                       | Farah Erşadi          |

## Nagrody i wyróżnienia
| Rok  | Nagroda                           | Kategoria                                                              | Rezultat  |
| ---- | --------------------------------- | ---------------------------------------------------------------------- | --------- |
| 2016 | Turkey Youth Awards               | Najlepsza aktorka telewizyjna (Çilek Kokusu)                           | Nominacja |
| 2016 | Pantene Golden Butterfly Awards   | Najlepsza komediowa aktorka telewizyjna (No: 309)                      | Nominacja |
| 2017 | Turkey Youth Awards               | Najlepsza drugoplanowa aktorka telewizyjna (No: 309)                   | Nominacja |
| 2018 | Pantene Golden Butterfly Awards   | Najlepsza aktorka w komedii romantycznej (Wymarzona miłość)            | Nagroda   |
| 2018 | Pantene Golden Butterfly Awards   | Najlepsza para telewizyjna (Wymarzona miłość) (oraz Can Yaman)         | Nominacja |
| 2019 | Turkey Youth Awards               | Najlepsza aktorka w serialu telewizyjnym (Wymarzona miłość)            | Nagroda   |
| 2019 | Pantene Golden Butterfly Awards   | Najlepsza aktorka w romantycznym serialu komediowym (Wymarzona miłość) | Nominacja |
| 2019 | Pantene Golden Butterfly Awards   | Najlepsza para telewizyjna (Wymarzona miłość) (oraz Can Yaman)         | Nominacja |
| 2019 | Murex D'Or                        | Najlepsza aktorka zagraniczna (Wymarzona miłość)                       | Nagroda   |
| 2019 | Golden Palm Awards                | Najlepsza aktorka w serialu telewizyjnym (Wymarzona miłość)            | Nominacja |
| 2020 | Turkey Youth Awards               | Najlepsza aktorka telewizyjna (Miłość i przeznaczenie)                 | Nominacja |
| 2020 | Produ Awards                      | Najlepsza aktorka w serialu zagranicznym (Miłość i przeznaczenie)      | Nominacja |
| 2020 | International Izmir Film Festival | Najlepsza aktorka (serial telewizyjny) (Miłość i przeznaczenie)        | Nominacja |
| 2021 | Ayaklı Gazete TV Stars Awards     | Najlepsza aktorka (serial telewizyjny) (Miłość i przeznaczenie)        | Nominacja |